# Ball de Dames i Vells de Tarragona
El Ball de Dames i Vells és un ball parlat que forma part de les Festes de Santa Tecla de Tarragona. També es pot considerar la representació com un entremès, una forma de teatre còmica d'un sol acte.
És un ball popular de caràcter satíric, interpretat només per homes, amb un argument senzill i planer, i amb un llenguatge còmic, amb al·lusions eròtiques, gests obscens i paraules malsonants. La crítica als poders establerts és la seva essència. Cada 22 i 23 de setembre entre sarcasmes i ironies, es passa revista a tots aquells fets locals, nacionals, estatals i internacionals que al llarg de l'any destaquen per ser censurables. Encarna el més pur estil del Carnaval. En aquest ball, la música i la coreografia desenvolupen un paper complementari.

## Història
La primera referència d'aquest ball és de 1514 quan el formaven 16 personatges integrats dins del seguici. Posteriorment s'hi incorporaren altres personatges com el batlle i el rector (segles xviii-xix).
Amb la desaparició dels monopolis gremials, el 1813, els balls passen a ser representats per particulars. El parlament més antic que es conserva és de 1818, quan el ball estava format per 5 vells, 5 dames, el senyor batlle, el senyor rector, 2 dimonis, i músics que toquen la flauta, el violí i el bombo.
El ball desapareix el 1908 i no tornà a sortir de forma estable fins al 1922. El 1948 es van aturar les representacions i no es tornà a recuperar fins al 1981, de mans de la colla sardanista Joventut Tarragonina i dels alumnes de l'escola municipal de teatre i amb el suport de l'Ajuntament.
Sempre polemitzant sobre temes d'actualitat social i política han sigut molt criticats, i alhora molt aplaudits, per accions o frases de les seves actuacions. El 2018 la crema irònica d'una foto del rei Felip VI i altres expressions considerades insultants cap a la Guàrdia Civil i el Cos Nacional de Policia van arribar al Congrés dels Diputats on parlamentaris de Ciutadans van preguntar al govern espanyol si instaria a actuar la fiscalia per a perseguir penalment els autors.
Actualment, el Col·lectiu de teatre necessari Trono Villegas és el responsable de les representacions. En el procés de recuperació es van posar les bases de l'estructura del text (versos heptasíl·labs-[sil·laba tònica]) i el ball dels personatges. En aquest aspecte cal destacar la feina de sistematització duta a terme per Oriol Grau i Josep Maria Salvadó i Urpí.

## Cronologia
- 1514 Primera referència al ball de Dames i Vells, a[5] amb 16 personatges, immers en el seguici.[3]
- El 1566 i el 1577 apareixen referències també al joc dels vells amb la confraria dels bastaixos.
- 1604 amb l'entrada de l'Arquebisbe Joan Vic figura el Joc de Ball dels Vells, que a més de ballades itinerants pels carrers, es fa una representació a la plaça St. Francesc (Plaça de la Font) en un recinte delimitat, durant tres hores.
- 1664 es diu explícitament que tots els integrants són homes. El Batlle i el Rector s'incorporen en els segles XVIII-XIX[3]
- 1695 ja figura com a Ball de Dames i Vells. Amb Carles III es va promulgar una Cèdula per prohibir els balls i entremesos.
- 1813, desapareixen el monopolis gremials, i els balls del seguici passen a mans de particulars,
- 1818 Llista de components: 5 Vells, 5 Dames, Sr. Batlle, Sr. Rector, 2 Dimonis, músics: flauta, violó, bombo. El que toca el bombo és Parón (manuscrit) "toca Perón" per fer canvis de parelles, iniciar balls, etc. El primer parlament conservat.
- 1886 la premsa arracona als Balls per "poco dignos de una capital de provincia" per ser na imatge del passat rural. Fins al 1922-23 no tornarà a sortir, tan sols el 1908 de forma esporàdica.
- 1981 es recupera de forma definitiva, per part de la Colla Sardanista "Joventut Tarragonina", Josep Maria Salvadó i Oriol Grau dos, dels responsables que arribi als nostres dies amb gran vigència.[3]
- 1988 s'incorpora el Guàrdia Civil, com a representant de l'estament militar (Blasques).[3]
- 1990 es crea un cos de seguretat "La Catalana" per separar el nombrós públic del ball. Són les úniques dones del Ball de Dames i Vells.[3]

## Versos habituals
Tot i que el text del ball es renova cada any per fer referència satírica a aspectes de l'actualitat, hi ha alguns versos característics que es mantenen pràcticament invariables any rere any:
| « | I deu-mil gràcies us dono / a tothom, generalment, / que perdoneu nostres faltes / si, per cas, en res faltem. | » |

| « | Per què t'hi casaves, ruc? / Ara fes-te la punyeta. / No és pas que no t'ho hagués dit, / que aqueta... cagava dreta! | » |

| « | Fixeu-se la meva dona / quina llufa s'ha fotut. / De tant pudenta com era / m'ha fet perdre la salut. | » |

| « | Dius que guanyes i ets molt ric, / per què encara m'has de pagar / les set pessetes i mitja / del dia que us vai casar? | » |

| « | Ara ja estareu contents, / mals vells, del dany que heu causat. / Sisquera tu, va, belluga’t! / No et quedis aquí plantat! | » |

| « | Tranquils que tinc influrències / entre els cercles clericals, / perquè pixo aigua beneita / i cago ciris pasquals. | » |

| « | Santa Tecla gloriosa, / mare dels tarragonins. / Què tenim avui per dinar? / Espineta amb caragolins! | » |